# Marine des Kaiserreichs China
Die Marine des Kaiserreichs China ist nach allgemeinem Verständnis und im engeren Sinne die Sammelbezeichnung für die vier modernen, auch mit Dampfschiffen ausgerüsteten Flottenverbände der späten Qing-Dynastie: die Beiyang- oder Nordflotte, die Nanyang- oder Südflotte, die Guangdong-Flotte und die Fujian-Flotte. Für die chinesische Marine als ganzes gab es weder eine offizielle Bezeichnung noch ein Oberkommando noch eine Flagge, sie bestand in Form der genannten Teilflotten von 1875 bis zum Ende der Dynastie 1912. Allerdings verfügte das Kaiserreich China bereits seit der Song-Dynastie über Seestreitkräfte.

## Von den Anfängen bis zum 19. Jahrhundert
Seestreitkräfte entwickelten sich in China erst spät: Es gab kein Binnenmeer wie das Mittelmeer und die Ostsee, in dem man nautische Erfahrungen hätte sammeln können. Weil die Küstenschifffahrt vor China schwierig war und alle großen Flüsse des Landes in West-Ost-Richtung fließen, wurden bereits im 6. Jahrhundert v. Chr. erste Kanäle gebaut, um Waren, Truppen und Nachschub auch in Nord-Süd-Richtung befördern zu können. Anfang des 7. Jahrhunderts n. Chr. wurde der Kaiserkanal im Wesentlichen fertiggestellt, der im Laufe des 11. Jahrhunderts mit Schleusen versehen wurde, so dass die Seeschifffahrt entlang der chinesischen Küste weitgehend obsolet wurde. Insofern nimmt es nicht wunder, dass eine der ersten großen Schlachten mit Schiffen auf dem Jangtsekiang stattfand, die Schlacht von Chibi im Winter 208 zu Beginn der Zeit der Drei Reiche. Die Berichte darüber legen nahe, dass Cao Cao eilig eine ansehnliche Flotte hatte bauen lassen, die auf dem Fluss dicht gedrängt und aneinandergekettet durch Brandpfeile seiner Gegner entzündet und vernichtet wurde.
Während der Song-Dynastie in den 1130er Jahren entstand eine erste dauerhaft bestehende Marine, deren Hauptquartier in Dinghai (heute Teil der Stadt Zhoushan) nahe Shanghai angesiedelt war. Ende des 12. Jahrhunderts war sie auf 52.000 Matrosen angewachsen. Ihr Haupteinsatzgebiet blieben die großen Flüsse und ihr Hauptzweck, die Steppenvölker an ihrem Vordringen in den Süden zu hindern. Ein Kuriosum dieser Streitkräfte waren die mit Muskelkraft angetriebenen Schaufelradboote. Als die Jurchen (Jin-Dynastie, 1125–1234) die Herrschaft über Nordchina und die Mongolen (Yuan-Dynastie, 1279–1368) schließlich die über ganz China übernahmen, verlor die Marine naturgemäß ihre strategische Bedeutung. Sie diente nun vorrangig der Sicherung des Handelsverkehrs im Südostpazifik und im Indischen Ozean und der Abwehr der Piraterie und des Schmuggels an der chinesischen Küste.
Mit den sieben großen Expeditionen des Admirals Zheng He zwischen 1405 und 1433 erreichte die Seefahrt während der Ming-Dynastie (1368–1644) noch einmal eine kurze Blüte. Sie kosteten den Kaiserhof aber offenbar mehr als sie an „Tributen“ einbrachten. Bis ins 19. Jahrhundert hinein konzentrierte sich China beinahe ausschließlich auf Eroberungen auf dem asiatischen Festland, mithin auf die Landkriegführung, zumal die Bedrohung von Norden durch die Steppenvölker weiterhin als gravierender angesehen wurde. Dazu trug sicherlich auch die Geringschätzung des Handels durch den Konfuzianismus bei. Für die Mandschu-Dynastie der Qing gelang es Kaiser Kangxi bis zum Ende des 17. Jahrhunderts, sich der Loyalität der Marine zu versichern. Sie bestand aus kleinen Verbänden für bestimmte Küstenabschnitte, die den überwiegend han-chinesischen Truppen der Grünen Standarte zugeordnet waren, und hatte weiterhin nur die Aufgabe, den Verkehr auf den großen Flüssen und Kanälen zu sichern sowie den Schmuggel und die Piraterie auf dem Chinesischen Meer – vor allem von Japan aus – zu unterbinden. Letzteres ist ihr aber nie wirklich gelungen, weil der Seehandel für die Bewohner der Küstenregionen in China viel zu lukrativ war. Der Kaiser versuchte deshalb, die Gründung und den Ausbau von Häfen unmittelbar an der Küste zu verhindern, was diese quasi zu einem herrenlosen Land machte und die Anlage von immer neuen Vertragshäfen im 19. Jahrhundert ermöglichte. Den Handel mit Europa konnte das Kaiserhaus während der späten Ming- und dann der Qing-Dynastie auf die 1577 von den Portugiesen gegründete und seit 1582 geduldete Kolonie Macau vor Kanton beschränken, von 1760 dann auf ganz Kanton. Bestrebungen der Engländer und Niederländer, den Handel mit China auszuweiten (Macartney-Mission 1793, Titsing-Mission 1794/95, Amherst-Mission 1816), scheiterten.
Im 19. Jahrhundert, als das Qing-Reich mehr und mehr durch Überbevölkerung, Naturkatastrophen, Hungersnöte und in deren Folge durch innere Unruhen erschüttert wurde, verfiel die Marine immer weiter. Den Kampf gegen Seeräuber und Schmuggler, die oft mit modernen westlichen Geschützen bewaffnet waren, hatte man weitgehend aufgegeben, stattdessen versuchte man, erfolgreiche Piratenkapitäne mit ihren Schiffen in die Flotte einzugliedern. Ein Hilfsgesuch der Portugiesen aus Macao, ihnen 1802 gegen die Franzosen beizustehen, beschied Kaiser Jiaqing abschlägig; 1808 erklärte er seine Neutralität in den Angelegenheiten der Europäer untereinander, was darauf hinauslief, den Engländern die Kontrolle nicht nur über Kanton, sondern die Küstengewässer zumindest von Südchina überhaupt zu überlassen. Kaiser Daoguang und sein Nachfolger Xianfeng hatten weder ein Interesse noch die Durchsetzungsfähigkeit noch die Mittel, den Aufbau auch nur bescheidener Seestreitkräfte anzugehen. Für den Bau von Dampfschiffen fehlte in den 1840er Jahren noch das Knowhow. Die vernichtenden Niederlagen gegen europäische Flotten im Ersten und Zweiten Opiumkrieg 1839–1842 bzw. 1856–1860 waren die zwangsläufige Folge.

## Von der Tongzhi-Restauration bis zum Ende der Dynastie
Nach Xianfengs Tod 1861 wurde der erst fünfjährige Tongzhi Kaiser. Für ihn übten die beiden Kaiserinwitwen Ci’an und Cixi die Regentschaft aus, wahrscheinlich zumindest in den 1860er Jahren unterstützt von Prinz Gong und anderen hochrangigen Mitgliedern des Kaiserhofs bzw. dem Großen Rat. Um den Taiping-Aufstand zu beenden, wandte sich Gong unmittelbar nach dem Zweiten Opiumkrieg 1861 im Namen des Kaiserhofs an Queen Victoria mit der Bitte, dem Kaiserreich Kanonenboote und Mannschaften für eine Expedition auf dem Yangtse zu überlassen, um die Rebellenhauptstadt Nanjing unter die Kontrolle der Dynastie zu bringen. England entsandte eine Flotte von sieben Panzerschiffen und einem Versorger unter dem Kommando von Sherard Osborn, die aber 1863 unverrichteter Dinge wieder zurückkehrte, weil Osborn nur vom Kaiser gesiegelte Befehle entgegenzunehmen bereit war.

### Fujian-Flotte
Dass Chinas Macht in Ostasien ohne umfassende Modernisierung der Streitkräfte und eine schlagkräftige Marine immer weiter zu erodieren drohte, war jedem am Kaiserhof klar. Im Rahmen der Tongzhi-Restauration und der Selbststärkungsbewegung wurden deshalb zwei große Marinestützpunkte mit Werften und Reparaturbetrieben gegründet, eine mit französischer Hilfe in Fuzhou und eine mit englischer Hilfe in Shanghai; darüber hinaus gab es noch eine kleinere Werft in Kanton. In den beiden erstgenannten wurden erste chinesische Dampfkriegsschiffe noch aus Holz und ohne nennenswerte Panzerung gebaut, in Fuzhou zunächst für die dortige bereits seit dem Ende des 17. Jahrhunderts bestehende Flotte der Provinz Fujian. Im Einzelnen waren es bis 1884: das Flaggschiff der Flotte, die Korvette Yangwu mit 13 Kanonen, zwei Kanonenboote, fünf bewaffnete Transporter und ein Flusspatrouillenboot. Für diese Flotte, die offensichtlich hauptsächlich für Truppentransporte konzipiert war, wurden außerdem zwei weitere gepanzerte Kanonenboote in England angekauft. Die größeren Geschütze aller chinesischen Dampfkriegsschiffe des 19. Jahrhunderts stammten ausnahmslos aus europäischer Produktion. Die Flotte wurde zu Beginn des Chinesisch-Französischen Kriegs am 23. August 1884 innerhalb von einer Stunde in der Seeschlacht von Fuzhou von einer an Panzerung, Feuerkraft und Reichweite weit überlegenen französischen Flotteneinheit bis auf zwei Schiffe schwer beschädigt oder versenkt, die Marinewerft einen Tag später ebenfalls durch Beschuss beschädigt.

#### Schiffe der Fujian-Flotte (Auswahl)
Zu den folgenden Listen ist zu bemerken:
- Die romanisierten Schreibweisen unterscheiden sich häufig, insbesondere bei Wade-Giles, z. B. wird „廣“ teilweise sowohl in Pinyin als auch in Wade-Giles als Guang oder Kuang transkribiert.
- Als Baujahr ist in den Quellen (s. u.) teilweise das Jahr der Bestellung oder das der Kiellegung oder des Stapellaufs angeben, die Auslieferung an die Marine kann erst Jahre später erfolgt sein, z. B. die Dingyuan und Zhenyuan wurden 1882 bestellt und kielgelegt, ein Jahr später vollendet, aber wegen des chinesisch-französischen Krieges erst 1885 ausgeliefert.
- Die Tonnage kann nur als ungefährer Anhaltspunkt diesen, meist ist offenbar die Standard-, teilweise aber wohl auch die maximale Verdrängung gemeint, die in den Quellen wohl überwiegend in Long tons (1,016 t), aber auch in metrischen Tonnen oder selten in Short tons (0,907 t) angegeben ist.
- Auch die Bewaffnung ist in den Quellen teilweise unterschiedlich angegeben, was natürlich auch auf Umrüstungen und Modernisierungen zurückgehen kann.

| Name (Pinyin) | Name (Wade Giles) | Chin. (trad.) | Typ                         | Baujahr | Werft             | Tonnage | Bemerkungen                                           |
| ------------- | ----------------- | ------------- | --------------------------- | ------- | ----------------- | ------- | ----------------------------------------------------- |
| Fuxing        | Fu-hsing          | 福星          | Kanonenboot, Holz           | 1870    | Fuzhou            | 515 t   | 3 Kanonen, vor Fuzhou am 23.8.1884 versenkt           |
| Zhenwei       | Chen-wei          | 振威          | Kanonenboot, Holz           | 1872    | Fuzhou            | 572,5 t | 10 kn, 6 Kanonen, vor Fuzhou versenkt                 |
| Fupo          | Fu-p'o            | 伏波          | Transportschiff             | 1870    | Fuzhou            | 1.258 t | 5 Kanonen, vor Fuzhou den Franzosen entkommen         |
| Feiyun        | Fei-yun           | 飛雲          | Transportschiff             | 1872    | Fuzhou            | 1.258 t | 13 kn, 5 Kanonen, vor Fuzhou versenkt                 |
| Yangwu        | Yang-wu           | 揚武          | Korvette, Holz              | 1872    | Fuzhou            | 1.393 t | Flaggschiff, 15 kn, 13 Kanonen, vor Fuzhou versenkt   |
| Ji'an         | Chi-an            | 濟安          | Transportschiff             | 1873    | Fuzhou            | 1.258 t | 12 kn, 5 Kanonen, vor Fuzhou versenkt                 |
| Yongbao       | Yung-pao          | 永保          | Transportschiff             | 1873    | Fuzhou            | 1.391 t | 3 Kanonen, nahm an der Schlacht von Fuzhou nicht teil |
| Chenhang      | Ch'en-hang        | 琛航          | Transportschiff             | 1874    | Fuzhou            | 1.391 t | 3 Kanonen, nahm an der Schlacht von Fuzhou nicht teil |
| Jiansheng     | Chien-sheng       | 建勝          | Gepanzertes Kanonenboot     | 1875    | Laird, Birkenhead | 250 t   | vor Fuzhou versenkt                                   |
| Fusheng       | Fu-sheng          | 福勝          | Gepanzertes Kanonenboot     | 1875    | Laird, Birkenhead | 280 t   | vor Fuzhou versenkt                                   |
| Yixin         | I-hsin            | 藝新          | Flusspatroullienboot        | 1876    | Fuzhou            | ?       | Nicht bekannt, vor Fuzhou den Franzosen entkommen     |
| Henghai       | Heng-hai          | 橫海          | Sloop mit Kompositpanzerung | 1885    | Fuzhou            | 1.250 t | 1886 bei Unfall gesunken                              |

### Guangdong-Flotte
Über eine weitere Flotte verfügte bereits auch die Provinz Guangdong, die in Kanton (heute: Guangzhou) beheimatet war. Sie bestand bis in die 1880er Jahre offenbar weit überwiegend aus kleineren Booten zumeist ohne Dampfantrieb für den Kampf gegen Piraten und Schmuggler. 1877 erhielt sie ein erstes gepanzertes Kanonenboot, 1881 ein zweites, das Li Hongzhang mit sechs weiteren für die Beiyang-Flotte in England erwerben konnte. Nachdem die Fujian-Flotte vor allem auch durch Torpedos versenkt worden war, wurden 1884/85 für die Guangdong-Flotte elf kleine Torpedoboote in Deutschland gekauft. Außerdem erhielt sie wohl die beiden restlichen Dampfschiffe aus Fujian, 1886 von der Kantoner Werft dann vier Kanonenboote mit Stahlrumpf, 1887 von der Fuzhou-Werft, die ihren Betrieb wieder aufgenommen hatte, vier weitere Kanonenboote (noch einmal ganz aus Holz) sowie die Korvette Guangjia (W.-G.: Kwan Chia) als Flaggschiff (mit Stahlrumpf), 1892 schließlich noch drei größere Torpedo-Kanonenboote. An der Seeschlacht von Fuzhou nahm die Guangdong-Flotte nicht teil, sie wurde nachfolgend von der französischen Flotte in Kanton blockiert. Die Guangjia verstärkte mit einigen weiteren Schiffen der Guangdong-Flotte die Beiyang-Flotte im Ersten Japanisch-Chinesischen Krieg 1894/95, von dem sie nicht zurückkehrten. Ihr genaues Schicksal ist nicht bekannt.

#### Schiffe der Guangdong-Flotte (Auswahl)
| Name (Pinyin)                   | Name (Wade Giles) | Chin. (trad.) | Typ                               | Baujahr | Werft                     | Tonnage | Bemerkungen                                                                   |
| ------------------------------- | ----------------- | ------------- | --------------------------------- | ------- | ------------------------- | ------- | ----------------------------------------------------------------------------- |
| Leihu                           | Lei-hu            | 雷虎          | Dampftorpedoboot                  | 1884    | Vulcan Stettin            | 64 t    | 2 Torpedorohre, 1 kleine Kanone                                               |
| Leilong                         | Lei-lung          | 雷龍          | Dampftorpedoboot                  | 1884    | Vulcan Stettin            | 64 t    | 2 Torpedorohre, 1 kleine Kanone                                               |
| Leidui                          | Lei-tui           | 雷兑          | Dampftorpedoboot                  | 1884/85 | Schichau, Deutsches Reich | 26 t    | 1 Torpedorohr, 3 oder 4 Spierentorpedos                                       |
| acht weitere baugleiche Schiffe |                   |               |                                   |         |                           |         |                                                                               |
| Guangheng                       | Kuang-heng        | 廣亨          | Kanonenboot mit Kompositpanzerung | 1886    | Kanton                    | 300 t   | 1+1+3 Kanonen                                                                 |
| Guangli                         | Kuang-li          | 廣利          | Kanonenboot mit Kompositpanzerung | 1886    | Kanton                    | 300 t   | 1+1+3 Kanonen                                                                 |
| Guangyuan                       | Kuang-yuan        | 廣元          | Kanonenboot mit Kompositpanzerung | 1886    | Kanton                    | 300 t   | 1+1+3 Kanonen                                                                 |
| Guangzhen                       | Kuang-chen        | 廣貞          | Kanonenboot mit Kompositpanzerung | 1886    | Kanton                    | 300 t   | 1+1+3 Kanonen                                                                 |
| Guanggeng                       | Kuang-keng        | 廣庚          | Kanonenboot, Holz                 | 1887(?) | Fuzhou                    | 320 t   | 2+1+2 Kanonen                                                                 |
| Guangxing                       | Kuang-hsing       | 廣興          | Kanonenboot, Holz                 | 1887(?) | Fuzhou                    | 320 t   | 2+1+2 Kanonen                                                                 |
| Guangzhen                       | Kuang-chen        | 廣鎮          | Kanonenboot, Holz                 | 1887(?) | Fuzhou                    | 320 t   | 2+1+2 Kanonen                                                                 |
| Guangkui                        | Kuang-k'uei       | 廣癸          | Kanonenboot, Holz                 | 1887(?) | Fuzhou                    | 320 t   | 2+1+2 Kanonen                                                                 |
| Guangjia                        | Kuang-chia        | 廣甲          | Kreuzer mit Kompositpanzerung     | 1887    | Fuzhou                    | 1.296 t | 15 kn, 1+4 Kanonen                                                            |
| Guangyi                         | Kuang-i           | 廣乙          | Großes, gepanzertes Torpedoboot   | 1892    | Fuzhou                    | 1.000 t | 4 Torpedorohre, drei 12-cm-Krupp-Schnellfeuerkanonen, 1894 von Japan versenkt |
| Guangbing                       | Kuang-ping        | 廣丙          | Großes, gepanzertes Torpedoboot   | 1892    | Fuzhou                    | 1.000 t | 4 Torpedorohre, drei 12-cm-Krupp-Schnellfeuerkanonen, 1895 von Japan erbeutet |
| Guangding                       | Kuang-ting        | 廣丁          | Großes, gepanzertes Torpedoboot   | 1892    | Fuzhou                    | 1.000 t | 4 Torpedorohre, drei 12-cm-Krupp-Schnellfeuerkanonen                          |

### Nanyang- bzw. Südmeer-Flotte
In Shanghai wurde 1865 die Werft Kiangnan Machine Manufacturer gegründet, die 1869 anfing, Schiffe für die neu gegründete Nanyang- oder Südmeer-Flotte zu bauen. 1884 verfügte diese über insgesamt mindestens 19 Dampfschiffe: acht Kanonenboote (vier aus Holz aus chinesischer, vier gepanzerte aus englischer Produktion), zwei Fregatten (Holz, chinesisch), zwei Kreuzer (gepanzert, deutsch) und fünf Transportschiffe (davon drei mit gepanzertem Rumpf, alle chinesisch) sowie dem Prototyp eines gepanzerten Kanonenbootes aus der Kiangnan-Werft von 1875. Im Chinesisch-Französischen Krieg sicherte die Nanyang-Flotte zunächst den Hafen von Shanghai. Im Februar 1885 versuchte sie erfolglos, die französische Blockade Formosas zu brechen, wobei es zu einem Gefecht in der Bucht von Shipu nahe Ningbo kam, in dessen Verlauf die Nanyang-Flotte eine der beiden Holzfregatten durch ein französisches Torpedo und einen Transporter durch Eigenbeschuss verlor. Die Franzosen blockierten danach den Großteil der restlichen Flotte in Ningbo. Kurz nach dem Krieg erhielt die Nanyang-Flotte noch einen gepanzerten Kreuzer aus der Kiangnan-Werft und zwei teilgepanzerte aus Fuzhou sowie eine unbekannte Anzahl von den über 40 Torpedobooten, die die chinesische Marine insgesamt zu Beginn des Japanisch-Chinesischen Krieges besaß.

#### Schiffe der Nanyang-Flotte (Auswahl)
| Name (Pinyin)     | Name (Wade Giles) | Chin. (trad.) | Typ                           | Baujahr | Werft               | Tonnage | Bemerkungen                                                                                  |
| ----------------- | ----------------- | ------------- | ----------------------------- | ------- | ------------------- | ------- | -------------------------------------------------------------------------------------------- |
| Caojiang          | Ts'ao-chiang      | 操江          | Kanonenboot, Holz             | 1869    | Kiangnan            | 640 t   | 9 kn, vier 16-cm-Kanonen                                                                     |
| Zehai             | Ts'e-hai          | 測海          | Kanonenboot, Holz             | 1869    | Kiangnan            | 600 t   | 12 kn, fünfzehn 12-cm-Kanonen                                                                |
| Weijing           | Wei-ching         | 威靖          | Kanonenboot, Holz             | 1870    | Kiangnan            | 1.000 t | 12 kn                                                                                        |
| Haian             | Hai-an            | 海安          | Dampffregatte, Holz           | 1872    | Kiangnan            | 2.800 t | 12 kn, 2 (21-cm) + 4 (15-cm) + 20 (12-cm)                                                    |
| Jingyuan          | Ching-yuan        | 靖遠          | Kanonenboot, Holz             | 1872    | Fuzhou              | 572,5 t | 8 kn, 2+2 Kanonen                                                                            |
| Yuyuan            | Yu-yuen           | 馭遠          | Dampffregatte, Holz           | 1873    | Kiangnan            | 2.800 t | 12 kn, 2 (21-cm) + 4 (15-cm) + 20 (12-cm), 1885 von Frankreich versenkt                      |
| Yuankai           | Yuan-k'ai         | 元凱          | Transportschiff               | 1875    | Fuzhou              | 1.250 t | 10 kn, 5 Kanonen                                                                             |
| Dengyingzhou      | Teng-ying-chou    | 登瀛洲        | Transportschiff               | 1876    | Fuzhou              | 1.258 t | 10 kn, 5 Kanonen                                                                             |
| Longxiang (Alpha) | Lung-hsiang       | 龍驤          | Gepanzertes Kanonenboot       | 1876    | Armstrong-Whitworth | 319 t   | 10 kn (Marschgeschwindigkeit?), eine 11-in-Kanone, zwei 12-pfd-Kanonen, um 1895 ausgemustert |
| Huwei (Beta)      | Hu-wei            | 虎威          | Gepanzertes Kanonenboot       | 1876    | Armstrong-Whitworth | 319 t   | eine 11-in-Kanone, zwei 12-pfd-Kanonen, um 1895 ausgemustert                                 |
| Feiting (Gamma)   | Fei-t'ing         | 飛霆          | Gepanzertes Kanonenboot       | 1876    | Armstrong-Whitworth | 400 t   | eine 12,5-in-Kanone, zwei 12-pfd-Kanonen, um 1905 ausgemustert                               |
| Cedian (Delta)    | Ts'e-tien         | 策電          | Gepanzertes Kanonenboot       | 1876    | Armstrong-Whitworth | 400 t   | eine 12,5-in-Kanone, zwei 12-pfd-Kanonen, um 1905 ausgemustert                               |
| Chaowu            | Ch'ao-wu          | 超武          | Sloop mit Kompositpanzerung   | 1878    | Fuzhou              | 1.250 t | 11,5 kn, 5 Kanonen                                                                           |
| Kangji            | K'ang-chi         | 康濟          | Sloop mit Kompositpanzerung   | 1879    | Fuzhou              | 1.200 t | 1+6 Kanonen                                                                                  |
| Chengqing         | Ch'eng-ch'ing     | 澄慶          | Sloop mit Kompositpanzerung   | 1880    | Fuzhou              | 1.200 t | 1+6 Kanonen                                                                                  |
| Kaiji             | K'ai-chi          | 開濟          | Kreuzer mit Kompositpanzerung | 1884    | Fuzhou              | 2.153 t | 15 kn, zwei (21-cm), sechs (12-cm), vier weitere Kanonen                                     |
| Nanchen           | Nan-ch'en         | 南琛          | Stahlkreuzer                  | 1884    | Howaldt, Kiel       | 2.200 t | 15 kn, zwei 8-in-Kanonen, acht 12-cm-Schnellfeuerkanonen                                     |
| Nanrui            | Nan-jui           | 南瑞          | Stahlkreuzer                  | 1884    | Howaldt, Kiel       | 2.200 t | 15 kn, zwei 8-in-Kanonen, acht 12-cm-Schnellfeuerkanonen                                     |

### Beiyang- bzw. Nordmeer-Flotte
Gleichzeitig mit der Südmeer-Flotte erhielt Li Hongzhang den Auftrag, die Nordmeer-Flotte, chinesisch: die Beiyang-Flotte, aufzubauen, die auch die wichtige Aufgabe hatte, die Hauptstadt Peking zu schützen. Die Flotten insgesamt wurden vor allem durch die Zolleinnahmen finanziert, aufgrund ihrer Bedeutung erhielt Li für die Beiyang-Flotte außerdem Mittel vom Kaiserhof. Der Kaiser entschied allein über den Haushalt, was auch in §13 des Verfassungsentwurfs von 1908 festgelegt wurde. Insofern war die Finanzierung der Marine (wie auch der Armee) nicht klar und transparent geregelt, was einen strategisch geplanten Aufbau erschwerte. Cixi als Regentin und vor allem Guangxu seit seiner Selbstregierung seit 1889 räumten dem Aufbau der Marine jedenfalls nicht mehr höchste Priorität ein, was sich in Japanisch-Chinesischen Krieg 1894/95 als fatal erweisen sollte. Außerdem stand Li – sehr wahrscheinlich nicht zu Unrecht – in dem Verdacht, ungebührlich hohe Anteile der Mittel für die Marine in seine eigenen Taschen fließen zu lassen. 1894 bestand die Nordmeer-Flotte mindestens aus zwei Schlachtschiffen mit je zwei Torpedo-Beibooten, acht Kreuzern, sechs Kanonenbooten und weiteren Torpedo-Booten und -Beibooten, hinzu kamen noch Hilfs- und Zielschiffe, ein Transporter sowie auch eine Einheit von 300 Marine-Infanteristen. Die größeren Schiffe hatten alle eine Panzerung, sie wurden in den 1880er Jahren mit Ausnahme eines Kreuzers aus Fuzhou in England oder Deutschland gebaut, auf Bitten Frankreichs aber großenteils erst nach Ende des Chinesisch-Französischen Krieges ab 1885 ausgeliefert. Die Flotte hatte ihr Hauptquartier in Dagu (früher meist Taku, heute Teil von Tianjin) an der Mündung des Hai He, ca. 120 km südöstlich von Peking, und zwei weitere Stützpunkte in Weihaiwei und Port Arthur. Im Krieg gegen Japan verlor die Nordmeer-Flotte ihre beiden Schlachtschiffe und acht Kreuzer, wobei die Japaner aufgrund einer Meuterei bei den Chinesen ein Schlachtschiff, zwei Kreuzer und sieben Torpedoboote erbeuten und in ihre Marine eingliedern konnten (siehe Seeschlacht am Yalu, Schlacht von Weihaiwei). Damit hatte die Beiyang-Flotte weitgehend aufgehört zu existieren.

#### Schiffe der Beiyang-Flotte (Auswahl)
| Name (Pinyin) | Name (Wade Giles) | Chin. (trad.) | Typ                     | Baujahr | Werft                        | Tonnage | Bemerkungen |
| ------------- | ----------------- | ------------- | ----------------------- | ------- | ---------------------------- | ------- | --- |
| Dingyuan      | Ting-yuen         | 定遠          | Turmschiff              | 1882    | Vulcan Stettin               | 7.430 t | 14,5 kn, vier 30-cm-, zwei 15-cm-Kanonen, drei Torpedorohre, zwei Torpedo-Beiboote; 1895 versenkt vor Weihai                           |
| Zhenyuan      | Chen-yuen         | 鎮遠          | Turmschiff              | 1882    | Vulcan Stettin               | 7.430 t | 14,5 kn, vier 30-cm-, zwei 15-cm-Kanonen, drei Torpedorohre, zwei Torpedo-Beiboote; 1895 an die Kaiserlich-Japanische Marine übergeben |
| Chaoyong      | Ch'ao-yung        | 超勇          | Panzerkreuzer           | 1881    | Laird, Birkenhead            | 1.350 t | 15 kn, zwei 10-in-, vier 4.7-in-Kanonen, zwei Torpedorohre; 1894 in der Schlacht am Yalu von Japan versenkt                            |
| Yangwei       | Yang-wei          | 揚威          | Panzerkreuzer           | 1881    | Laird, Birkenhead            | 1.350 t | 15 kn, zwei 10-in-, vier 4.7-in-Kanonen, zwei Torpedorohre; 1894 in der Schlacht am Yalu von Japan versenkt                            |
| Jiyuan        | Chi-yuen          | 濟遠          | Geschützter Kreuzer     | 1884    | Vulcan Stettin               | 2.440 t | 15 kn, 3 Kanonen, 4 Torpedorohre; 1895 an die Kaiserlich-Japanische Marine übergeben                                                   |
| Jingyuan      | Ching-yuen        | 經遠          | Geschützter Kreuzer     | 1887    | Vulcan Stettin               | 2.900 t | 16 kn, 4 Kanonen, 4 Torpedorohre; 1894 vor der Mündung des Yalu versenkt                                                               |
| Laiyuan       | Lai-yuen          | 來遠          | Geschützter Kreuzer     | 1887    | Vulcan Stettin               | 2.900 t | 16 kn, 4 Kanonen, 4 Torpedorohre; 1895 vor Weihaiwei versenkt                                                                          |
| Zhiyuan       | Chih-yuen         | 致遠          | Geschützter Kreuzer     | 1887    | Armstrong Whitworth, Elswick | 2.355 t | 18 kn, 5 Kanonen, 4 Torpedorohre, 1894 in der Schlacht am Yalu von Japan versenkt                                                      |
| Jingyuan      | Ching-yuen        | 靖遠          | Geschützter Kreuzer     | 1887    | Armstrong Whitworth, Elswick | 2.355 t | 18 kn, 5 Kanonen, 4 Torpedorohre; 1895 vor Weihai selbstversenkt                                                                       |
| Pingyuan      | P'ing-yuen        | 平遠          | Geschützter Kreuzer     | 1889    | Fuzhou                       | 2.150 t | 10,5 kn, 3 Kanonen, 4 Torpedorohre; 1895 von Japan erbeutet; 1904 vor Port Arthur auf eine Mine gelaufen und gesunken                  |
| Zhenbei       | Chen-pei          | 鎮北          | Gepanzertes Kanonenboot | 1879    | Laird, Birkenhead            | 440 t   | 10 kn, 3 Kanonen; 1895 von Japan erbeutet                                                                                              |
| Zhenbian      | Chen-pien         | 鎮邊          | Gepanzertes Kanonenboot | 1879    | Laird, Birkenhead            | 440 t   | 10 kn, 3 Kanonen; 1895 von Japan erbeutet                                                                                              |
| Zhendong      | Chen-tung         | 鎮東          | Gepanzertes Kanonenboot | 1879    | Laird, Birkenhead            | 440 t   | 10 kn, 3 Kanonen; 1895 von Japan erbeutet                                                                                              |
| Zhennan       | Chen-nan          | 鎮南          | Gepanzertes Kanonenboot | 1879    | Laird, Birkenhead            | 440 t   | 10 kn, 3 Kanonen; 1895 von Japan erbeutet                                                                                              |
| Zhenxi        | Chen-hsi          | 鎮西          | Gepanzertes Kanonenboot | 1879    | Laird, Birkenhead            | 440 t   | 10 kn, 3 Kanonen; 1895 von Japan erbeutet                                                                                              |
| Zhenzhong     | Chen-chung        | 鎮中          | Gepanzertes Kanonenboot | 1879    | Laird, Birkenhead            | 440 t   | 10 kn, 3 Kanonen; 1895 von Japan erbeutet                                                                                              |
| Fulong        | Fu-lung           | 福龍          | Torpedoboot             | 1886    | Schichau                     | 120 t   | 24 kn, 2 kleine Kanonen, 3 Torpedorohre; Einzelanfertigung; 1895 von Japan erbeutet                                                    |

### Entwicklung bis zum Ende der Dynastie
Nach der Niederlage im Krieg gegen Japan konnte das Kaiserreich China wegen der hohen Reparationen (siehe Vertrag von Shimonoseki) kaum an den Neuaufbau der Flotte denken. Als 1898 die Häfen Port Arthur und Weihaiwei von Russland bzw. England gepachtet (faktisch: annektiert) wurden, stand China auch kein Dock mehr für Schiffe über 3.000 t zur eigenen Verfügung. Für seine privaten Streitkräfte kaufte Zhang Zhidong auch Kanonen- und sogar Torpedoboote an, mit denen er die großen Flüsse unter seine Kontrolle zu bringen suchte. Der Kaiserhof beauftragte 1905 Sa Zhenbing mit der Reorganisation der Marine. Zu dieser Zeit besaß die chinesische Marine nurmehr 18 z. T. völlig veraltete Kreuzer und Sloops, die zumeist nurmehr als Transport- oder Trainingsschiffe dienten, (mindestens) sieben Torpedo-Zerstörer über 120 t und etwa zehn Kanonenboote, die zumeist an der Küste und auf den Flüssen ihren Dienst gegen Schmuggler und Piraten versahen. Sa beabsichtigte 1908, die Marine in drei Teilbereiche zu gliedern: Nord, Mitte und Süd. Jede der Sektionen sollte ein Schlachtschiff von 14.000 t erhalten, dazu je ein bis zwei Kreuzer erster Klasse, vier bis fünf zweiter, fünf bis sechs dritter und sechs vierter Klasse. Die größeren Schiffe wollte man in Japan bauen lassen, die kleineren in China. Außerdem plante Sa zwei neue Tiefwasserhäfen. Zunächst kaufte man zwischen 1905 und 1910 wahrscheinlich lediglich zehn Kanonenboote von 500 bis 750 t von Kawasaki, dazu vier kleine Torpedoboote (unter 100 t) und baute selbst sechs kleinere Kanonenboote bis etwa 320 t. 1911 wurde formell ein Kaiserliches Kabinett geschaffen und Yuan Shikai zum Premierminister ernannt, der seinerseits Sa zum ersten und einzigen Marineminister des Reiches bestimmte. 1912 ging die Kaiserliche Marine in der Marine der Republik China auf.
Tatsächlich bestellte die Kaiserliche Marine zwischen 1895 und dem Ende der Dynastie 1912 vor allem im Ausland noch drei Klassen von Geschützten Kreuzern mit insgesamt acht Einheiten, um die 30 kleinere Schiffe (Kanonenboote, Zerstörer, kleine und größere Torpedoboote) sowie Transportschiffe, Schulschiffe usw. Nur noch wenige Schiffe wurden in den chinesischen Marinewerften gebaut.

#### Zwischen 1895 und 1911 gebaute Schiffe (Auswahl)
| Name (Pinyin) | Name (Wade Giles)      | Chin. (trad.) | Typ                 | Baujahr | Werft                 | Tonnage | Bemerkungen |
| ------------- | ---------------------- | ------------- | ------------------- | ------- | --------------------- | ------- | --- |
| Haiqi         | Hai-chi                | 海圻          | Geschützter Kreuzer | 1896    | Armstrong-Whitworth   | 4.500 t | 24 kn, 5 Torpedorohre, zwei 12-in-, zehn 4,7-in-Kanonen, 16 4,7-cm-Schnellfeuerkanonen; von der Marine der Republik China übernommen, 1937 als Blockschiff auf dem Jangtse versenkt                                                |
| Haitian       | Hai-tien               | 海天          | Geschützter Kreuzer | 1897    | Armstrong-Whitworth   | 4.500 t | 24 kn, 5 Torpedorohre, zwei 12-in-, zehn 4,7-in-Kanonen, 16 4,7-cm-Schnellfeuerkanonen; 1904 auf Grund gelaufen und gesunken |
| Hairong       | Hai-yung               | 海容          | Geschützter Kreuzer | 1896    | Vulcan Stettin        | 2.900 t | 19,5 kn, 3 Torpedorohre, drei 15-cm-, acht 10,5-cm-Kanonen, sechs 4,7-cm-Schnellfeuerkanonen; von der Marine der Republik China übernommen, 1937 als Blockschiff auf dem Jangtse versenkt                                          |
| Haichou       | Hai-chou               | 海筹          | Geschützter Kreuzer | 1896    | Vulcan Stettin        | 2.900 t | 19,5 kn, 3 Torpedorohre, drei 15-cm-, acht 10,5-cm-Kanonen, sechs 4,7-cm-Schnellfeuerkanonen; von der Marine der Republik China übernommen, 1937 als Blockschiff auf dem Jangtse versenkt                                          |
| Haichen       | Hai-shen               | 海琛          | Geschützter Kreuzer | 1896    | Vulcan Stettin        | 2.900 t | 19,5 kn, 3 Torpedorohre, drei 15-cm-, acht 10,5-cm-Kanonen, sechs 4,7-cm-Schnellfeuerkanonen; von der Marine der Republik China übernommen, 1937 als Blockschiff auf dem Jangtse versenkt                                          |
| Hailong       | Hai-lung               | 海龍          | Torpedo-Zerstörer   | 1898    | Schichau, Elbing      | 300 t   | 2 Torpedorohre, sechs 4,7-cm-Schnellfeuerkanonen, während des Boxeraufstandes 1900 von England erbeutet, dem deutschen Kaiserreich übergeben, in Taku umbenannt, 1913 vor Tsingtau gestrandet und 1914 selbstversenkt              |
| Haiqing       | Hai-ching              | 海青          | Torpedo-Zerstörer   | 1898    | Schichau              | 300 t   | 2 Torpedorohre, sechs 4,7-cm-Kanonen, 1900 von England erbeutet, in Taku umbenannt, 1916 außer Dienst gestellt und verschrottet |
| Haihua        | Hai-hua, auch: Hai-hoa | 海華          | Torpedo-Zerstörer   | 1898    | Schichau              | 300 t   | 2 Torpedorohre, sechs 4,7-cm-Kanonen, 1900 von England erbeutet, dem russischen Kaiserreich übergeben, in Leutnant Burakov (Лейтенант Бураков) umbenannt, 1904 von den Japanern vor Port Arthur versenkt                           |
| Haixe         | Hai-hse                | 海犀          | Torpedo-Zerstörer   | 1898    | Schichau              | 300 t   | 2 Torpedorohre, sechs 4,7-cm-Kanonen, 1900 von England erbeutet und Frankreich übergeben, in Takou umbenannt, 1911 vor den Con-Dao gestrandet und aufgegeben                                                                       |
| Qianwei       | Chien-wei              | 錢偉          | Torpedo-Zerstörer   | 1899    | Fuzhou                | 900 t   | nach französischen Torpedobooten der D’Iberville-Klasse, 20,5 kn, 2 Torpedorohre, eine 100-mm-, drei 65-mm- und sechs 37-mm-Geschütze; von der Marine der Republik China übernommen, 1937 als Blockschiff auf dem Jangtse versenkt |
| Qian’an       | Chien-an               | 建安          | Torpedo-Zerstörer   | 1899    | Fuzhou                | 900 t   | 20,5 kn, 2 Torpedorohre, eine 100-mm-, drei 65-mm- und sechs 37-mm-Geschütze; von der Marine der Republik China übernommen, 1937 als Blockschiff auf dem Jangtse versenkt                                                          |
| Zhaohe        | Chao-ho                | 肇和          | Geschützter Kreuzer | 1910    | Armstrong-Whitworth   | 2.750 t | 20 kn, zwei Torpedorohre, zwei 6-in-, vier 100-mm- und zehn weitere Geschütze; von der Republik China übernommen; 1937 von japanischen Flugzeugen versenkt                                                                         |
| Yingrui       | Ying-suei              | 應瑞          | Geschützter Kreuzer | 1910    | Vickers               | 2.500 t | 20 kn, zwei Torpedorohre, zwei 6-in-, vier 100-mm- und zehn weitere Geschütze; von der Republik China übernommen; 1937 von japanischen Flugzeugen versenkt                                                                         |
| Feihong       | Fei-hung               | 飛鴻          | Geschützter Kreuzer | 1911    | New York Shipbuilding | 2.600 t | 18 kn, zwei Torpedorohre, zwei 6-in-, vier 100-mm- und zehn weitere Geschütze; 1912 ausgeliefert und an Griechenland verkauft, umbenannt in Elli (Έλλη), 1940 von Italien versenkt                                                 |